# Вест-Гринвіч (Род-Айленд)
Вест-Гринвіч (англ. West Greenwich) — місто (англ. town) в США, в окрузі Кент штату Род-Айленд. Населення — 6528 осіб (2020).

## Демографія
Згідно з переписом 2010 року, у місті мешкало 6135 осіб у 2219 домогосподарствах у складі 1739 родин. Було 2370 помешкань
Расовий склад населення:
| - 96,0 % — білих - 1,3 % — азіатів - 0,8 % — чорних або афроамериканців - 0,3 % — корінних американців |

До двох чи більше рас належало 1,0 %. Частка іспаномовних становила 2,1 % від усіх жителів.
За віковим діапазоном населення розподілялося таким чином: 24,1 % — особи молодші 18 років, 66,2 % — особи у віці 18—64 років, 9,7 % — особи у віці 65 років та старші. Медіана віку мешканця становила 41,3 року. На 100 осіб жіночої статі у місті припадало 99,1 чоловіків;  на 100 жінок у віці від 18 років та старших — 98,3 чоловіків також старших 18 років.
Середній дохід на одне домашнє господарство  становив 109 663 долари США (медіана — 103 110), а середній дохід на одну сім'ю — 113 185 доларів (медіана — 108 836). Медіана доходів становила 69 359 доларів для чоловіків та 52 750 доларів для жінок. За межею бідності перебувало 2,7 % осіб, у тому числі 0,1 % дітей у віці до 18 років та 2,6 % осіб у віці 65 років та старших.
Цивільне працевлаштоване населення становило 3494 особи. Основні галузі зайнятості: освіта, охорона здоров'я та соціальна допомога — 29,3 %, науковці, спеціалісти, менеджери — 11,5 %, виробництво — 11,3 %.